# Маргарет фон Бабенберг
Вижте пояснителната страница за други личности с името Маргарета Австрийска.
Маргарет фон Бабенберг (Маргарета Австрийска) (на немски: Margarete von Babenberg, Margareta von Österreich; на чешки: Markéta Babenberská) е австрийска херцогиня, кралица на Германия (1225 – 1235) и кралица на Чехия (1253 – 1260).

## Биография

### Произход
Родена е през 1204 г. Дъщеря е на австрийския херцог Леополд VI фон Бабенберг и на византийската принцеса Теодора Ангелина, която е внучка на византийския император Алексий III Ангел.

### Кралица на Германия
На 29 ноември 1225 г. в Нюрнберг Маргарет е омъжена за германския крал Хайнрих II Хоенщауфен, който е най-възрастният син на свещения римски император Фридрих II Хоенщауфен. На 23 март 1227 г. в Аахен Маргарет официално е коронована за кралица на Германия. Тя ражда на съпруга си две деца: Ханрих (ум.1242/1245) и Фридри (ум.1251).
През 1235 г. съпругът на Маргарет вдига бунт срещу баща си, но войските му са разбити и той е детрониран от престола. След смъртта му през 1242 г. Маргарет се оттегля във Вюрцбург, където живее изолирана в манастира Маркусклостер.

### Короната на Бабенбергите
През 1246 г., в битката при Лейта, умира братът на Маргарет – херцог Фридрих II фон Бабенберг. Смъртта на Фридрих II фон Бабенберг, който е бездетен, слага край на династията Бабенберг, управлявала Австрия и Щирия през предходните две столетия. Главни претенденти за осиротялата корона на Бабенбергите се оказват двама мъже – евентуалният бъдещ съпруг на Маргарет, на чиято страната е правото най-близкото родство с покойния херцог, и съпругът на племенницата ѝ Гертруда, на чиято страна се оказва правото на примогенитурата, тъй като Гертруда е най-възрастната дъщеря на Хайнрих фон Мьоглих – по-голям брат на покойния Фридрих II.

#### Херцогиня на Австрия
Владенията на Бабенбергите се оказват изключително апетитни за чешкия крал Вацлав I, който планира да сложи ръка върху тях, като ожени сина си Вацлав за Гертруда. Вацлав и Гертруда се женят през 1246 г., след което двамата са обявени за херцог и херцогиня на Австрия. Вацлав обаче умира на следващата 1247 г. и управлението на Австрия преминава в ръцете на втория съпруг на Гертруда – Херман IV, маркграф на Баден. Той обаче умира през 1250, оставяйки отново Австрия и Щирия без владетел. Тогава австрийските барони решават да предложат властта на Отокар – вторият син и нов наследник на Вацлав I. Условието на австрийците обаче е Отокар II да се ожени една от двете наследници на рода Бабенберг. Отокар II приема условието, но категорично отказва да сподели едно брачно ложе с вдовицата на брат си, поради което избира да се ожени за Маргарет. Бракът е сключен на 11 февруари 1252 в Хайнбург на Дунав. По това време Маргарет е с двадесет и шест години по-възрастна от съпруга си. Скоро след това властта на Отокар и Маргарет в Австрия и Щирия е призната официално от германския император и от римския папа.

### Кралица на Бохемия
Една година по късно, на 23 септември 1253, умира и чешкият крал Вацлав I. Съпругът на Маргарита е коронован за нов крал на Бохемия като Отокар II, a Маргарита става негова кралица. Оказва се обаче, че двойката не може да има деца, тъй като по това време Маргарет е на петдесет, поради което Отокар II се опитва накара папата да припознае извънбрачния му син, роден му от една придворна дама на Маргарита, за наследник на чешката корона. Папа Инокентий IV отказва, поради което кралят решава да се разведе с Маргарита, за да се ожени за Кунигунда – внучка на унгарския крал Бела IV.

### Последни години
След развода през октомври 1261 г. Отокар II запазва властта си над Австрия и Щирия, твърдейки, че Маргарита го признава за техен законен владетел в споразумението им за развод.
Маргарита завършва живота си в австрийския град Кронау ам Камп. Около датата на смъртта ѝ се водят спорове, но най-често за такава се посочва 29 октомври 1266 г.